# Sud

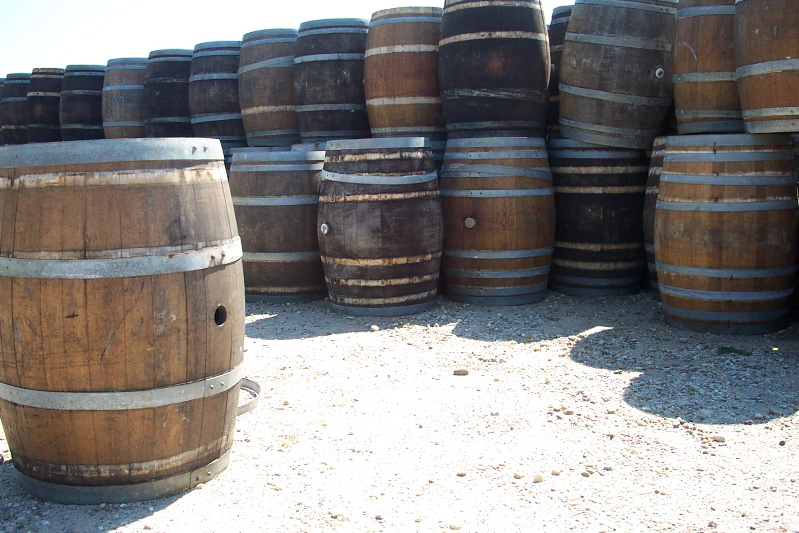
Dřevěné sudy

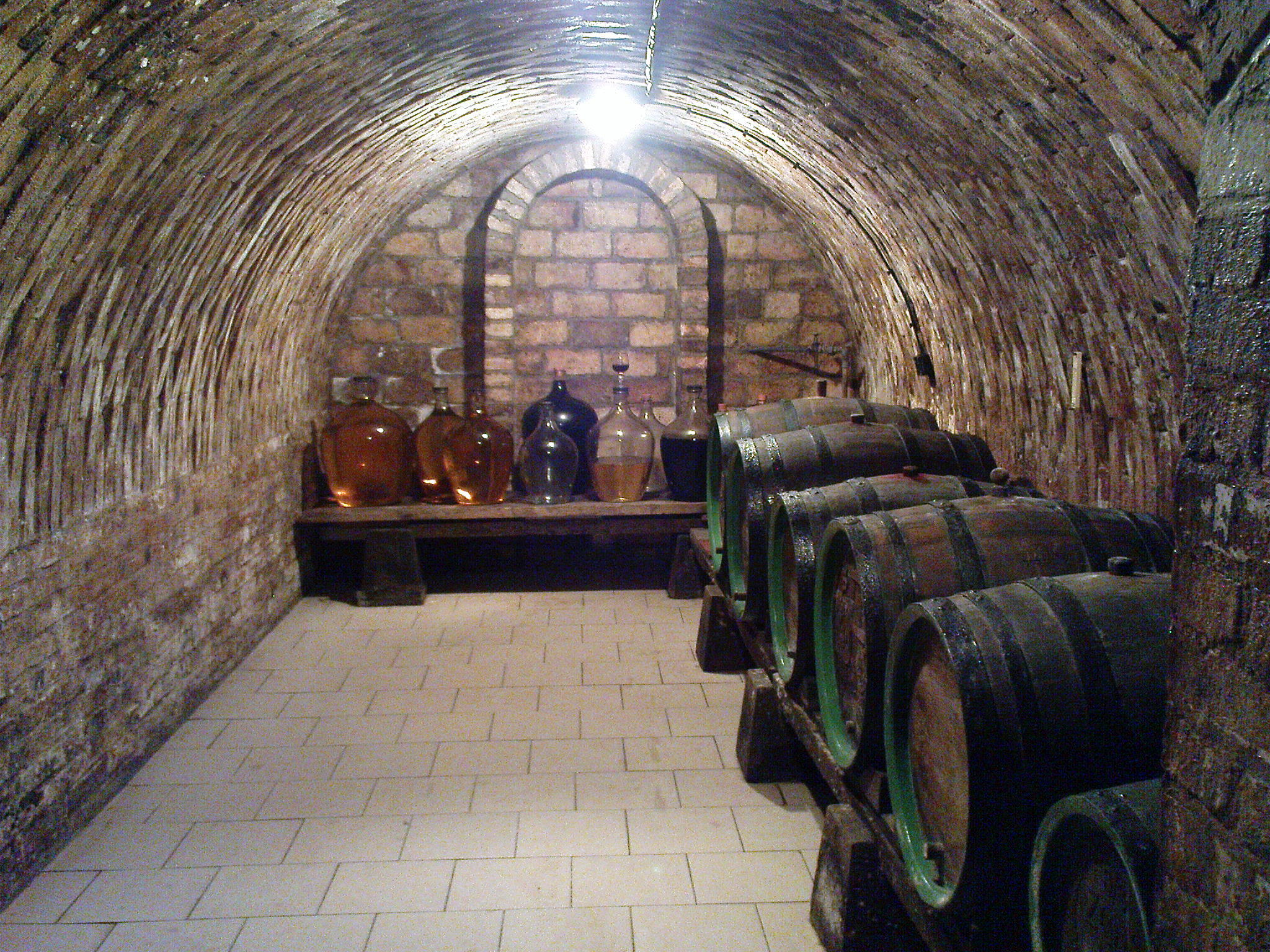
Vinný sklep v
Čejkovicích s dřevěnými sudy

Sud neboli bečva (menších rozměrů jako bečka), je utěsněná válcovitá nádoba sloužící k přechovávání kapalin i jiných látek.
V potravinářství se sudy využívají k uchovávání nebo zrání vína, piva, lihovin či medu, ale i ke skladování a přepravě suchých zemědělských plodin a výrobků z nich a jiných trvanlivých či konzervovaných potravin. Jinak se v sudech mohou uchovávat barvy, mazadla, oleje, benzin, nafta a další kapaliny i pevné látky. Sudy mohou být dřevěné, plastové či kovové, o objemu několika málo litrů až stovek, zřídka až tisíců litrů.
Víno se tradičně uchovává v sudech dřevěných, v novějších dobách v Česku v sudech kovových. Pivo tradičně také v sudech dřevěných, v současnosti však zpravidla v kovových či plastových. Kapaliny se ze sudu dostávají přes čepový výpustní kohout (např. víno) nebo pípu (např. pivo), v případě uchovávání jiných surovin se tak děje odejmutím horního víka či pumpou.
Výrobou a údržbou dřevěných sudů se zabývá řemeslo bednářství resp. bečvářství.